# 洪湖里駅
洪湖里駅（こうこり-えき）は中華人民共和国天津市紅橋区に位置する天津地下鉄1号線の駅。

## 駅構造
相対式ホーム2面2線の地下駅で、ホームドア完備。出口はA～Dの4箇所ある。

## 駅周辺

### A出口
- 大同門市場
- 大舞台
- 天津第八十中学

### B出口
- 紅十字医院

### C出口
- 礼貌東里
- 団結楼

### D出口
- 天津第五中学

## 歴史
- 2006年6月12日 - 開業。

## 隣の駅
- ■1号線

西站駅 - 洪湖里駅 - 勤倹道駅
座標: 北緯39度10分11秒 東経117度09分20秒 / 北緯39.1698度 東経117.1555度